# نبضة (فيزياء)
في الفيزياء، النبض هو مصطلح عام يصف اضطرابًا واحدًا ينتقل عبر وسيط إرسال. قد يكون هذا الوسيط فراغًا (في حالة الإشعاع الكهرومغناطيسي) أو مادة، وقد يكون كبيرًا أو محدودًا إلى أجل غير مسمى.

## انعكاس النبض
النظر في نبض يتحرك من خلال وسيط - ربما من خلال حبل أو سلانكي. عندما يصل النبض إلى نهاية هذه الوسيلة، فإن ما يحدث لها يعتمد على ما إذا كان الوسيط مثبتًا في الفضاء أو حرًا في التحرك في نهايته. على سبيل المثال، إذا كان النبض يتحرك عبر حبل وتمسك نهاية الحبل بحزم من قِبل شخص ما، يُقال إن النبض يقترب من طرف ثابت. من ناحية أخرى، إذا كانت نهاية الحبل مثبتة بعصا بحيث تكون حرة في التحرك لأعلى أو لأسفل على طول العصا عندما تصل إلى نهايتها، يُقال إن النبض يقترب من النهاية الحرة.

### نهاية الحرة

الشكل 1: نبض يصل إلى نهاية الوسط، ونقطة النهاية حرة. يتم وضع المواضع المتعاقبة للنبض باللون الأسود والأحمر والأخضر والأزرق والأسود والأحمر والأخضر. المنحنى الأخضر النهائي هو المنحنى الأولي للشكل 2.

الشكل 2: انعكاس النبض. يتم رسم المواضع المتعاقبة للنبض باللون الأخضر والأزرق والأسود والأحمر والأخضر والأزرق. المنحنى الأخضر الأولي هو المنحنى الأخير للشكل 1

سوف تنعكس النبضة على نهاية حرة وتعود بنفس اتجاه النزوح الذي كانت عليه قبل الانعكاس. وهذا يعني أن النبضة ذات الإزاحة الصعودية ستنعكس من النهاية وتعود مع الإزاحة الصعودية.
ويتضح ذلك من خلال الشكلين 1 و 2 اللذان تم الحصول عليهما من خلال التكامل العددي لمعادلة الموجة.

### نهاية ثابتة

الشكل 3: نبضة تصل إلى نهاية الوسط، نقطة النهاية ثابتة. يتم وضع المواضع المتعاقبة للنبض باللون الأسود والأحمر والأخضر والأزرق والأسود والأحمر والأخضر. المنحنى الأخضر النهائي هو المنحنى الأولي للشكل 4.

الشكل 4: انعكاس النبض. يتم رسم المواضع المتعاقبة للنبض باللون الأخضر والأزرق والأسود والأحمر والأخضر والأزرق. المنحنى الأخضر الأولي هو المنحنى الأخير للشكل 3

الشكل 5: الرسوم المتحركة المقابلة للرقمين 3 و 4.

سوف تنعكس النبضة على طرف ثابت وتعود بالاتجاه المعاكس للنزوح. في هذه الحالة، يقال أن النبضة قد انقلبت. وهذا يعني أن النبضة ذات النزوح التصاعدي ستنعكس من النهاية وتعود بنزوح تنازلي.
ويتضح ذلك من خلال الشكلين 3 و 4 اللذان تم الحصول عليهما من خلال التكامل العددي لمعادلة الموجة. بالإضافة إلى ذلك، يتضح ذلك في الرسوم المتحركة للشكل 5.

### عبر الوسائل
عندما يكون هناك نبض في وسيط متصل بوسط آخر أقل ثقلًا أو أقل كثافة، فسوف ينعكس النبض كما لو كان يقترب من طرف حر (بدون انقلاب). على النقيض من ذلك، عندما تتحرك النبضة عبر وسيط متصل بوسط أثقل أو أكثر كثافة، فإن النبض سينعكس كما لو كان يقترب من طرف ثابت (الانعكاس).

## النبض البصري

### نبض الظلام
تتميز النبضات الداكنة  بتكوينها من انخفاض موضعي للكثافة مقارنة بخلفية موجة مستمرة أكثر كثافة. يمكن أن تتشكل سوليتونات مظلمة ذات حجم قياسي (سوليتونات مظلمة مستقطبة خطيًا) في جميع أشعة الليزر الليفية التشتتية الطبيعية التي يتم تأمينها بواسطة طريقة تدوير الاستقطاب غير الخطية ويمكن أن تكون مستقرة إلى حد ما. تكون السلوتونات المظلمة المتجهات  أقل ثباتًا نظرًا للتفاعل المتبادل بين عنصري الاستقطاب.
لذلك، من المثير للاهتمام دراسة كيفية تطور حالة الاستقطاب لمكوني الاستقطاب هذين.
في عام 2008، تم الإبلاغ عن أول ليزر نبضي داكن في ليزر ديود نقطي ذي امتصاص ممتص.
في عام 2009، تم تحقيق الليزر الليفي النبضي المظلم بنجاح في ليزر ليفي مخدر بتشتيت الإربيوم الطبيعي بالكامل باستخدام مستقطب في التجويف. كشفت التجربة أن بصرف النظر عن انبعاث النبض الساطع، في ظل الظروف المناسبة، يمكن أن ينبعث أيضًا ألياف الليزر النبضات الداكنة المفردة أو المتعددة. بناءً على عمليات المحاكاة العددية، يكون تكوين النبض المظلم في الليزر نتيجة لتشكيل سليمان الداكن.